# Burhan Akbudak
Burhan Akbudak, född 1 juni 1995, är en turkisk brottare som tävlar i grekisk-romersk stil.

## Karriär
Vid EM 2025 i Bratislava tog Akbudak brons i 82 kg-klassen efter att ha besegrat ukrainske Ruslan Abdiiev i bronsmatchen.